# Avenida Laguna Sur
La avenida Laguna Sur es una arteria vial ubicada en el sector sur de Pudahuel, en Santiago de Chile. Constituye un tramo de 1,5 km desde el sector de Avenida Las Torres, en el límite con la comuna de Estación Central, hasta el sector de Avenida Américo Vespucio, cercano al inicio de la Autopista Vespucio Norte Express. Sirve de alternativa a la congestionada Avenida Pajaritos, entre los paraderos 7 y 14.

## Trayecto
Nace en la intersección con la avenida Las Torres, continua al poniente donde se encuentra con la avenida Teniente Cruz y la estación de metro Laguna Sur de la Línea 5. Interseca con la avenida La Estrella donde se ubica la Parroquia Santa María Del Sur. Finaliza en la autopista Américo Vespucio. En sus 16 cuadras, pasa por condominios, villas, escuelas, colegios, consultorios, bomberos, locales comerciales y otros puntos de interés local.

## Transporte
Es una vía troncal importante para la Red Metropolitana de Movilidad en Pudahuel, por donde circulan los recorridos 110 (Renca - Maipú), 110c (Renca - Pudahuel Sur), 111 (Metro Pajaritos - Ciudad Satélite) y 424 (Pudahuel Sur – Metro Universidad de Chile) y los alimentadores J08 (Pudahuel Sur-Hospital Félix Bulnes) y I02 (Rinconada de Maipú - Metro Laguna Sur).
Desde inicios del 2011 cuenta con una estación de metro, con el mismo nombre, extensión de la Línea 5 a Maipú.
- Datos: Q5713800